# Valtournenche (Tal)
Koordinaten: 45° 53′ N, 7° 37′ O
Das Valtournenche wird auch Valtournanche geschrieben.

## Beschreibung
Der Name stammt von Torgnon, aus lateinisch Vallis Tornenchia wurde Valtournenche auf Französisch. Das Tal ist ein linkes Seitental des Aostatals in Italien. Es führt aus dem Talkessel von Breuil am Fuße von Matterhorn und Theodulpass fast exakt südwärts bis nach Châtillon. Es ist ca. 22 km lang und wird vom Marmore-Bach durchflossen. Das Tal ist eng, und der Talboden des mittleren und unteren Valtournanche ist kaum besiedelt. Drei der vier Gemeinden hier liegen am Hang oberhalb des Tals.
Zugleich ist Valtournenche der Name der politischen Gemeinde des oberen Valtournenche.

## Gemeinden
- Antey-Saint-André
- La Magdeleine
- Chamois
- Torgnon
- Valtournenche

## Wandermöglichkeiten
Das Valtournenche-Tal ist Ausgangspunkt einer Vielzahl von Bergwanderungen zu Schutzhütten oder Biwak-Schachteln:

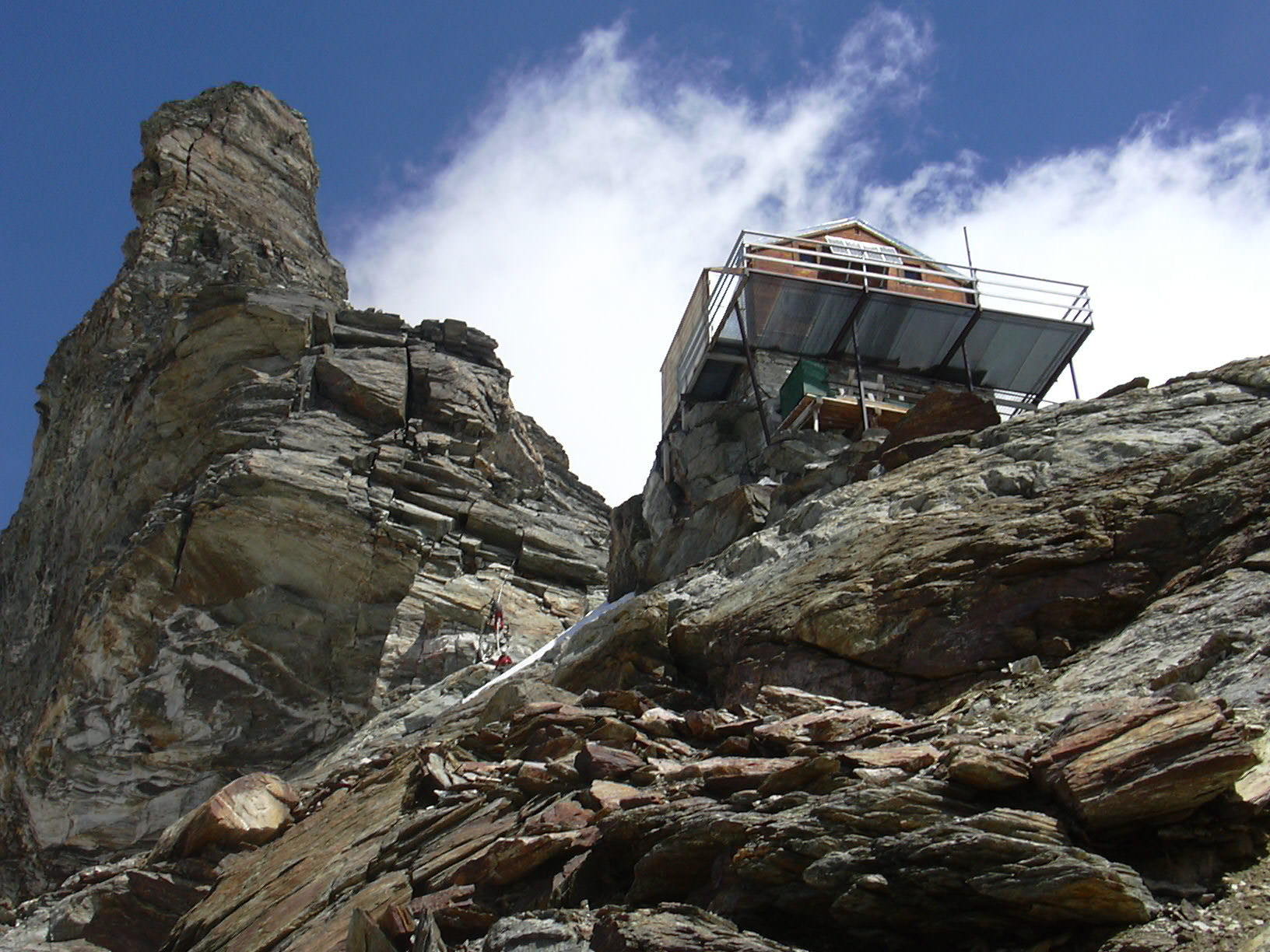
Die Schutzhütte Rifugio Jean-Antoine Carrel am Liongrat des Matterhorns.

- Rifugio Jean-Antoine Carrel – 3.835 m ü. M.
- Rifugio Guide del Cervino – 3.480 m ü. M.
- Rifugio Teodulo – 3.317 m ü. M.
- Rifugio Perucca-Vuillermoz – 2.920 m ü. M.
- Rifugio Duca degli Abruzzi all'Oriondé – 2.802 m ü. M.
- Rifugio Barmasse – 2.169 m ü. M.
- Rifugio l'Ermitage – 1.927 m ü. M.